# Ascalapha marquisi
Ascalapha marquisi är en fjärilsart som beskrevs av Philippi 1871. Ascalapha marquisi ingår i släktet Ascalapha och familjen nattflyn. Inga underarter finns listade i Catalogue of Life.